# デリゾール県
デリゾール県（デリゾールけん、ダイルアッザウル県、Deir ez-Zor Governorate, アラビア語: دير الزور, Dair az-Zaur）は、シリアの14ある県の一つ。県都はデリゾール（ダイルアッザウル）である。面積は33,060平方km、人口は1,267,000人（2021年推計）。

## 地理
シリア東部にあり、北はハサカ県に、西はラッカ県とホムス県に、東と南はイラク国境に接する。
県内をユーフラテス川が貫き、川沿いは豊かな農業地帯であるが、その南岸には乾燥したシリア砂漠が広がる。一方で石油なども発見されており地中海側へパイプラインで送られている。

## 歴史
ユーフラテス沿いでは、ローマ都市ドゥラ・エウロポスやシュメールの都市国家マリなどの重要遺跡が多数見つかっている。
2007年9月6日にイスラエル軍はオーチャード作戦を行いデリゾール県内の施設に対して空爆・破壊した。シリア政府はコメントを出していないが、この施設には北朝鮮からもたらされた核物質があったと考えられている。
2017年以降、ハジンにはISILの拠点が置かれていたが、2018年12月14日に米軍の支援を受けたシリア民主軍が奪還した。
2021年現在、北部郊外の油田地帯にアメリカ海兵隊の駐留基地が置かれている。

## 行政区分
デリゾール県には3郡が属する。

### 郡
1. アブ・カマル郡（英語版）（Abu Kamal District） - アブ・カマル
2. デリゾール郡（英語版）（Deir ez-Zor District） - デリゾール
3. マヤーディーン郡（英語版）（Mayadin District） - マヤーディーン（英語版）

## 住民

### 民族
アラブ人やベドウィン、アルメニア人などが住む。